# لوري جونسون
لوري جونسون (8 نوفمبر 1927 بأبرشية سانت مايكل في باربادوس - 4 فبراير 2020) (بالإنجليزية: Laurie Johnson) هو لاعب كريكت باربادوسي. لعب مع نادي مقاطعة ديربيشاير للكريكت ‏.